# Урожайне (імені Габіта Мусрепова район)
Урожа́йне (каз. Урожайное) — село у складі району імені Габіта Мусрепова Північноказахстанської області Казахстану. Входить до складу Ломоносовського сільського округу, раніше було центром ліквідованої Урожайної сільської ради.
Населення — 732 особи (2021; 828 у 2009, 1028 у 1999, 1144 у 1989).
Національний склад станом на 1989 рік:
- росіяни — 52 %.